# Harlech
Harlech /ˈharlɛχ/ (walisische Ausspracheⓘ; englische Aussprache: /ˈhɑːlek/ oder /ˈhɑːlək/) ist eine Ortschaft in Gwynedd im Nordwesten von Wales. Sie ist vor allem bekannt wegen der Burgruine Harlech Castle.

## Lage
Die Stadt liegt an der Cardigan Bay am Rand des Snowdonia-Nationalparks, der hier mit dem Felsmassiv des Harlech Dome in eine weite Küstenebene übergeht. Im Mittelalter grenzte die Klippe noch unmittelbar an die Cardigan Bay, doch durch Versandung hat sich das Meer über 1,5 km nach Westen zurückgezogen. Der obere Teil der Stadt liegt auf einer steil abfallenden Klippe, die mit dem unteren Stadtteil durch eine steile, gewundene Straße verbunden ist.
Die touristisch geprägte Stadt liegt an der A496, die im Süden von Snowdonia von Blaenau Ffestiniog nach Llanelltyd verläuft. Außerdem besitzt sie einen Bahnhof an der Eisenbahnstrecke Cambrian Coast Railway. In der Küstenebene bei Harlech liegt das 356 ha große Dünengebiet Morfa Harlech, ein ausgedehntes Gebiet mit bis zu 10 m hohen Sanddünen, die sich zwischen der Mündung des Mawddach im Süden bis zu den Black Rock Sands im Nordwesten erstrecken. Das Dünengebiet weitet sich durch Sandanwehungen weiter nach Westen aus. Es ist durch mehrere Naturschutzgebiete streng geschützt, gewährt aber auch Zugang zu weiten Sandstränden. Außerdem befindet sich in der Küstenebene der Royal St David's Golf Club.

## Geschichte
Bekannt ist die Stadt für Harlech Castle, eine von König Eduard I. nach der Eroberung von Wales errichtete Burg, die heute zum Weltkulturerbe der UNESCO gehört. Die Stadt entstand als Siedlung im Schutz der Burg.
Von 1878 bis 1886 verkehrte die Harlech-Tramway-Pferdebahn nach Westen zum Strand.
Im Zweiten Weltkrieg trainierte die Three Troop, eine aus deutschsprachigen Juden gebildete Eliteeinheit des britischen Armee, im Umland von Harlech (und in Aberdyfi). Eine Gedenktafel in Harlech erinnert an sie und an ihren in Harlech geborenen Kommandeur Bryan Hilton-Jones (1918–1969).
Bis 1974 gehörte die Stadt zu Merionethshire. Nach der Gebietsreform von 1974 gehörte sie zu Gwynedd, das 1996 in eine Unitary authority umgewandelt wurde. Von den Einwohnern sprechen 63 % walisisch.

## Trivia
Die Straße Ffordd Pen Llech in Harlech war laut Guinness-Buch der Rekorde im Jahr 2019 die steilste Straße der Welt. In einem Abschnitt beträgt ihre Steigung 37,45 Prozent. Die Straße war damit im Jahr 2019 steiler als der bisherigen Rekordhalter, die Baldwin Street mit 35 %-Steigung im neuseeländischen Ort Dunedin.
Da die Messung angefochten wurde, wurde festgelegt, dass die Messung in der Straßenmitte stattzufinden habe. Das ergab eine Steigung von 34,8 % für die Baldwin Street und für Ffordd Pen Llech 28,6 %. Der Titel ist daher nun wieder bei der Baldwin Street.

## Persönlichkeiten
- Mari Strachan (* 1945), Schriftstellerin